# Air Mediterranean
Air Mediterranean – grecka czarterowa linia lotnicza z siedzibą w Atenach. Głównym węzłem jest port lotniczy Ateny.
Realizuje połączenia do Grecji, na Cypr oraz do Syrii. Była drugą linią lotniczą zarejestrowaną w Unii Europejskiej, która wznowiła regularne loty do Syrii po wojnie domowej z lat 2011–2024. Inauguracyjny lot do Damaszku odbył się 1 lipca 2025.

## Flota
Według stanu na lipiec 2025 flota Air Mediterranean składała się z 2 samolotów o średnim wieku 28 lat:
| Samolot        | Samolot | Samolot   | Liczba miejsc | Liczba miejsc | Uwagi |
| Model          | Aktywne | Zamówione | E             | Łącznie       | Uwagi |
| -------------- | ------- | --------- | ------------- | ------------- | ----- |
| Boeing 737-400 | 2       | –         | 162           | 162           |       |
| Boeing 737-400 | 2       | –         | 168           | 168           |       |
| Łącznie        | 2       | 0         |               |               |       |